# Lægens Pligt
Lægens Pligt er en amerikansk stumfilm fra 1919 af Cecil B. DeMille.

## Medvirkende
- Elliott Dexter som Dr. Edward Meade
- Tom Forman som Richard Burton
- Gloria Swanson som Sylvia Norcross
- Sylvia Ashton som Sylvias tante
- Raymond Hatton som Bud